# Александрия (Ставропольский край)
Александри́я — село в составе Благодарненского городского округа Ставропольского края России.

## Варианты названия
- Александровское[2],
- Новая Александрия[3].

## География
Расстояние до краевого центра: 99 км.
Расстояние до районного центра: 15 км.
Река Мокрая Буйвола.

## История
Основано в 1790 году выходцами из одноимённого села Александрия Терской области. Позже сюда прибыли переселенцы из Воронежской, Харьковской, Курской, Тамбовской губерний.
В 1886 году открыта школа грамоты.
В 1902 году в селе проживало 8458 человека; количество надельной земли составляло 33 000 десятин (из них под посевами — 13 650 десятин); количество голов крупного рогатого скота — 7759, овец — 14 500:15.
В 1918 году на Ставрополье начался процесс коллективизации, не получивший достаточного развития из-за гражданской войны. После окончательного установления советской власти в регионе стали создаваться коммуны и артели, организуемые бывшими красноармейцами. В 1922 году в селе Александрия была образована артель «Труд Красноармейца»; в 1924 году возникли артели «Клубничная Балка», «Восток», сельскохозяйственное товарищество «Труд Хлебороба».
На 1 марта 1966 года было центром Александрийского сельсовета, в состав которого входили 7 населённых пунктов: сёла Александрия и Шишкино, посёлок Госплодопитомник, железнодорожная станция Мокрая Буйвола, хутора Кучурин, Новоалександровский и Хромешкин (упразднён в 1983 году):9.
До 2017 года село Александрия было административным центром упразднённого Александрийского сельсовета.

## Население
| 1897  | 1902  | 1903  | 1908    | 1989  | 2002  | 2010  | 2014  | 2021  |
| ----- | ----- | ----- | ------- | ----- | ----- | ----- | ----- | ----- |
| 6763  | ↗8458 | ↘7999 | ↗10 105 | ↘3145 | ↗4148 | ↘3558 | ↗3700 | ↘3350 |
| 2023  |       |       |         |       |       |       |       |       |
| ↗3385 |       |       |         |       |       |       |       |       |

Гендерный состав
По итогам переписи населения 2010 года проживали 1622 мужчины (45,59 %) и 1936 женщин (54,41 %).
Национальный состав
По данным переписи 2002 года в национальной структуре населения преобладают русские (90 %).
По итогам переписи населения 2010 года проживали следующие национальности (национальности менее 1 %, см. в сноске к строке "Другие"):
| Национальность | Численность | Процент |
| -------------- | ----------- | ------- |
| Русские        | 2969        | 83,45   |
| Цыгане         | 248         | 6,97    |
| Езиды          | 96          | 2,70    |
| Ассирийцы      | 50          | 1,41    |
| Даргинцы       | 38          | 1,07    |
| Другие         | 157         | 4,41    |
| Итого          | 3558        | 100,00  |

## Инфраструктура
- Дом культуры села Александрия. Открыт 4 ноября 1961 года[25]
- Библиотека
- Александрийская врачебная амбулатория
- Дополнительный офис № 1860/00002 Сбербанка России
- Отделение электросвязи
- Александрийское отделение почтовой связи
- Александрийская ветеринарная лечебница
- Газовый участок
- Александрийский участок РЭС
- Кладбище Центральное (площадь 50000 м²)[26]

## Образование
- Детский сад № 4
- Средняя образовательная школа № 2. Открыта 1 сентября 1950 года[27]

## Экономика
Основные сельскохозяйственные предприятия
- Агрохлебопродукт. Основано 8 октября 2002 года[28]
- Филиал агрофирмы «Первое Мая»
- Опытно-производственное хозяйство «Луч»
- Фермерские хозяйства И. И. Измайлова, М. К. Магомедова, С. П. Кузнецова, В. К. Фуркулица.
- Плодосовхоз «Садовод» (бывший госплодопитомник). Упоминается в 1960-1991 годах[29].
- Колхоза им. Первого Мая. Упоминается в 1943-1953 годах[29].
- Колхоза им. Первого Мая (бывшие колхоз «Красный партизан», колхоз им. Ворошилова). Упоминается в 1943-1978 годах[29].
- Колхоза им. Первой Конной Армии. Упоминается в 1944-1950 годах[29].

Предприятия
- Мокро-Буйволинский «Зерно-Продукт»
- Элеватор «МБ-Сервис»
- АгроХимУниверсал

## Русская православная церковь
- Храм Св. Дмитрия Солунского
- Вознесенская церковь. Утрачена. Построена в мае, освящена 31 августа 1882 года. Пятиглавая церковь. Здание каменное с такой же колокольней[30].
- Дмитриевская церковь. Утрачена. Построена в 1841 году. Освящена в 1843 году. Здание деревянное на каменном фундаменте. Колокола размещались на каменных столбах. В 1898 году в связи с обветшанием церкви принято решение о строительстве новой церкви. Новая церковь освящена 25 октября 1907 года. Здание каменное с такой же колокольней[30].
- Михаило-Архангельская церковь. Утрачена. Упоминается в 1797–1848 годах[30].

## Памятники

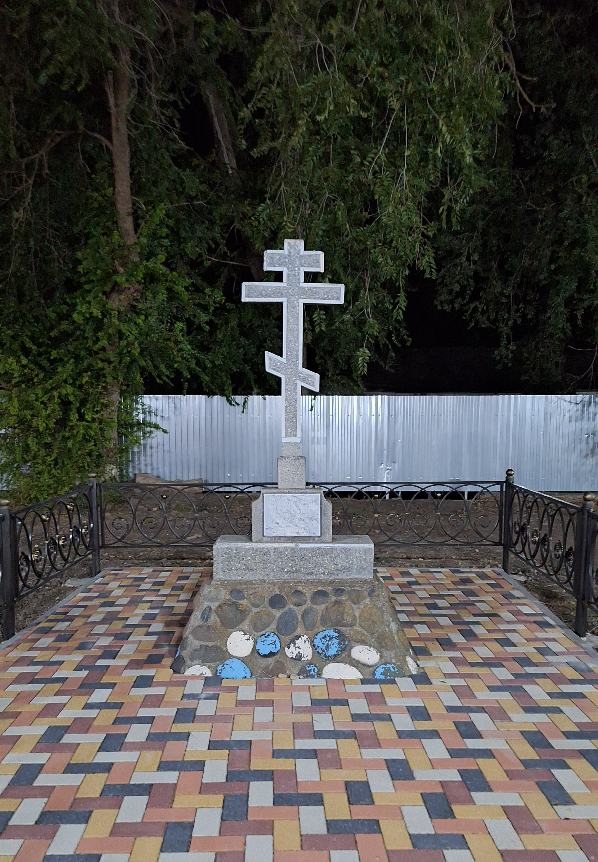

- Братская могила красных партизан, погибших в годы гражданской войны, ул. Советская, 1919 год[31].  261610491650005
- Памятник землякам-односельчанам, не вернувшимся с полей сражения Великой Отечественной войны, ул. Красная, 1967 год[32].  261610491630005
- Православный крест на табличке которого написано "Сей крест установлен в честь 2000-летия пришествия в мир спасителя Господа нашего Иисуса Христа"